# Kéri Ádám
Kéri Ádám (Budapest, 1944. szeptember 5. –) Munkácsy Mihály-díjas (1998) magyar festő- és szobrászművész, pedagógus, egyetemi tanár.

## Életpályája
Szülei Kéri Gyula és Rósás Eszter. 1959-ben a középiskola második osztályából különbözeti vizsgával átment a Képző- és Iparművészeti Szakközépiskola festő szakára, ahol 1962-ben érettségizett. 1963-1969 között a Magyar Képzőművészeti Főiskola festő szakán tanult Bernáth Aurél és Kmetty János tanítványaként. 1969-1971 között ugyanitt fakultatív grafikát tanult. 1971 óta kiállító művész. 1974-ben műcsarnoki kiállítását és tévéfilmjét betiltották, ezért Svédországba ment. 1976-1977 között a Kungliga Konstakademie szobrász szakán tanult Stockholmban. 1977-ben visszatért Magyarországra. 1980 óta a Képző- és Iparművészeti Szakközépiskola festő szakán oktat; 1982-1983 között az iskola művészeti igazgató-helyettese, 1983-1994 között az iskola igazgatója volt. 1985-1990 között országgyűlési pót-képviselő volt. 1990-1992 között a Magyar Képzőművészeti Főiskola címzetes egyetemi tanára; 1992 óta anatómia és térábrázolás, 1999-2006 között rektorhelyettes, 2005 óta festő tanszékvezető, egyetemi tanára, osztályvezetője. 1995-1999 között a Szinyei Merse Pál Társaság elnöke volt.

## Kiállításai

### Egyéni
- 1972, 1974-1975, 1984, 1990, 1993, 2000-2001, 2004 Budapest
- 1977 Hajdúszoboszló
- 1981 Makó, Dunaújváros
- 1985 Hamburg, Paks

### Csoportos
- 1971, 1975 1978-1983, 1985, 1988-1989, 1991, 1993 Budapest
- 1973 Buenos Aires
- 1974 Antwerpen
- 1976 Hatvan
- 1980 Pécs
- 1982 Salgótarján
- 1983 Miskolc
- 1985 Nagyatád
- 1989 Székesfehérvár
- 1994-1995 Szeged, Pécs, Miskolc

## Művei

### Képek
- Forradalom (1972)
- Egy 1848-as ágyúgolyó a falban (1973)
- Bunkerajtó (1974)

### Szobrok
- Falrészletek I.-III.
- Árammegszakítók I.-XII.

## Díjai, kitüntetései
- a makói művésztelep díja (1984)
- a Magyar Festők Társaságának díja (1999)
- Széchenyi professzor ösztöndíj (2000-2003)